# Nakano, Tōkyō

Sectorul Nakano pe harta Tokyo

Nakano (中野区 Nakano-ku?) este un sector special al zonei metropolitane Tōkyō în Japonia.